# イップ・マン 序章
『イップ・マン 序章』（イップ・マン じょしょう、原題: 葉問、英題: Ip Man）は、2008年制作の中国・香港合作映画。ウィルソン・イップ監督、主演はドニー・イェン、サイモン・ヤム、池内博之、リン・ホンなど。実在の武術家・葉問を主人公としたアクション・カンフー映画ヒューマンドラマ。第28回香港電影金像奨の最優秀作品賞受賞。
日本では2010年10月の第23回東京国際映画祭において初公開された。2011年2月12日に、本作の正式な続編である『イップ・マン 葉問』の新宿武蔵野館での観客動員が5000人を突破したため、同劇場で2月19日に一般公開された。
この作品のヒットを機に、後からいくつかのイップ・マン映画やテレビドラマが作られた。

## ストーリー
1935年、広東省仏山市は数多くの道場が軒を連ねる中国武術の町であった。ここにまた1人新たな道場を開く者がいた。泰山武術館の主、廖は仏山最強と言われる詠春拳の葉問と戦って武名を高めようとするが、軽くあしらわれる。息も乱していない葉問に、決して立ち会いの内容を口外しないことを念押しし、廖は葉問邸を後にした。
しかし後日茶館に出かけた葉問は、店主の武痴林が廖との立ち会いのことについて言及するのに驚く。林の弟、沙膽源が凧を揚げて遊んでいた際に、たまたま葉問邸の壁に登り一部始終を見ており、立ち会いの様子を尾ひれを付けて吹聴していたのである。この話はすぐ廖の耳に入り、怒った廖は茶館に乗り込んで沙を問い詰めるが、ここで葉問と再び相対。林が割って入り、2人の立ち会いは沙の作り話であると主張し、騒ぎは収まった。この後、一部始終を見ていた警官の李釗が拳銃を抜き、武術は時代遅れであると説くが、葉問にシリンダーを片手で外され沈黙する。
景気も良く平和な仏山市であったが、ある日北部から金山找と名乗る拳法家がやって来る。金は道場主達を次々と破り、もはや仏山に敵はいないと豪語するが、葉問の存在を知らされ屋敷に乗り込んだ。自宅が道場扱いされることを快く思わない妻の手前もあり、「私と勝負しなくても道場は開ける、いい場所を見つけさえすれば良い」と対戦を拒む葉問であったが、金は挑発を繰り返す。妻はしびれを切らし、葉問に「家具を壊さない事」を条件に戦う事を許可する。ようやく対戦となったが、金は葉問の敵ではなかった。「北派武術が南派武術に負けた」と言う金だったが、葉問は、勝敗を分けるのは流派ではなく本人の実力であると諭した。
仏山は再び平和を取り戻したが、1938年10月、仏山は日本軍に占領され、葉問邸は司令部として使用されることになった。一家はあばら屋に引っ越し、使用人もいなくなり、その日の食べ物にも事欠く生活を強いられた。妻は病に倒れ、葉問は土方仕事で糊口をしのぐことになるが、この現場で林と再会する。しかし旧交を温めていると日本軍の兵士が現場に現れた。驚くべき事に、日本兵の通訳はかつて警官であった李で、空手を学んでいる兵士達の組手の相手を探していると言う。同胞を売る李を軽蔑する葉問や林だったが、試合に勝てば米一袋をもらえると聞くと林は態度を改め、制止する葉問を余所に試合に志願する。林と他の志願者達が道場に着いてみると、廖が組手に勝利し、米を手にして引き上げるところに遭遇した。自身も空手の高段者である三浦将軍は、廖の勝利に刺激されたか自ら道場に立ち、3人を相手に組手を行うと宣言。林と他の2人が三浦と立ち会うが実力差は歴然、林以外の2人は早々に負けを認める。しかし林は一矢報いようと試合を続行し、三浦の蹴りで絶命する。
翌日、林の姿が見えないのをいぶかしむ葉問は、再びやって来た李に所在を訪ねるが回答を得られず、空手との組手に自ら志願する。葉問たちが道場に着くと、前日と同じく、廖が勝利して米を手に入れたところであった。しかし廖は、さらに3人と同時に戦いたいと言う。前日の意趣返しであったが廖は敗北し、佐藤主任によって命まで奪われる。葉問は林もここで殺された事を直感し、10人を相手に組手を申し出、勝利を収める。いきりたつ練習生達を制止しつつ、米を10袋与え、また闘いに来いと言う三浦だったが、葉問は米目当てに来たわけではない、二度と来ないと答える。三浦はまた、葉問に名を尋ねるが、葉問はただの中国人の一人であると返答。しかし通訳の李は葉問の答えを正しく伝えず、また来る、名は葉問であると伝えた。
一方その頃、葉問の友人の周清泉は綿工場を操業していたが、山賊と化した金たちに脅迫されていた。増えた手下の中には、茶館から飛び出して以来行方知れずだった沙の姿もあった。金たちに暴行を受けた周は葉問に、護身のための武術の必要性を訴え、武術師範として迎えることとなる。ようやく平穏な日々を取り戻したかに見えた葉問だが、自宅にまたもや李が現れる。三浦が葉問との手合わせを望んでいるという話であったが、共に現れた佐藤が息子に銃を突きつけ、妻に食指を動かしたため葉問は咄嗟に攻撃し、佐藤と護衛の兵士を気絶させる。時を同じくして金一味が再び綿工場を襲うが、葉問から詠春拳を学んだ従業員達の抵抗に合う。場は乱戦の模様だったが、葉問が駆けつけ参戦すると形勢は逆転、最後には槍術で圧倒し、追い払った。葉問は立ち去ろうとする沙を呼び止め、山賊に荷担していることについて問い正すが、沙は開き直って聞く耳を持たない。葉問が林から頼まれた箱を渡そうとするが、沙は拒絶する。兄と比較されたくないと憤る沙だが、兄の死を告げられると態度を改める。沙に箱を手渡し、自分の進む道を決めるのは自分自身だと言って立ち去る葉問。箱の中には、冒頭で彼が飛ばせていた凧が、亡き兄の手で丁寧に畳まれて入っていた。
窮地を切り抜けた綿工場だったが、金一味が仕返しに葉問の所在を通報したため、日本軍に包囲される。三浦は、葉問の反抗は死に値するが、軍の格闘技師範となれば命を助けると持ちかける。しかし葉問は拒絶し、自分の武術を知りたければ自分と戦ってみろと提案。やがて仏山の町中において、市民と兵士に囲まれ、「文化交流」の名のもとに葉問と三浦の試合が催されることとなった。序盤は三浦の豪快な技に手こずる葉問だったが、次第に巧みな手捌きで三浦を翻弄し、最後は三浦を舞台の隅の柱に追いやって滅多打ちにし、見事勝利する。葉問の勝利に観衆は大喝采し、葉問コールが鳴り響く中、観衆を見渡す葉問。しかし、そんな中、意地でも葉問を負かせたい佐藤によって、葉問は背後から撃たれてしまう。

## 出演
| 役名                         | 俳優                       | 日本語吹替 |
| ---------------------------- | -------------------------- | ---------- |
| イップ・マン（葉問）         | ドニー・イェン（甄子丹）   | 大塚芳忠   |
| チョウ・チンチュン（周清泉） | サイモン・ヤム（任達華）   | 牛山茂     |
| 三浦                         | 池内博之                   | 池内博之   |
| ウィンシン（張永成）         | リン・ホン（熊黛林）       | 恒松あゆみ |
| リー・チウ（李釗）           | ラム・カートン（林家棟）   | 川島得愛   |
| カム・サンチャウ（金山找）   | ルイス・ファン（樊少皇）   | 志村知幸   |
| コンユウ（周光耀）           | 鄭家星                     | 山崎健太郎 |
| チュン（葉準）               | 李澤                       | 合田絵利   |
| ラム（武痴林）               | 釋行宇                     | 河本邦弘   |
| ユン（沙膽源）               | 黄又南                     | 三宅貴洋   |
| リュウ師匠（廖師傅）         | チェン・チーフイ（陳之輝） | 加藤亮夫   |
| 佐藤                         | 渋谷天馬                   | 渋谷天馬   |
| 胡威                         | デニス・トー （杜宇航）    |            |
| 青龍武館館主                 | トニー・リャン（梁小熊）   |            |
| 忠義武館館主                 | 劉明哲                     |            |
| 李師傅                       | 李奇龍                     |            |
| 何師傅                       | 週仲                       |            |

## スタッフ
- 監督：ウィルソン・イップ（葉偉信）
- 製作：レイモンド・ウォン（黃百鳴）
- 脚本：エドモンド・ウォン（黃子桓）
- アクション監督：サモ・ハン・キンポー（洪金寶）
- 武術指導：トニー・リャン（梁小熊）
- 音楽：川井憲次
- 撮影：オー・シンプイ（柯星沛）
- 編集：チョン・ガーファイ（張嘉輝）
- 美術：ケネス・マク（麥国強）
- 衣裳：リー・ピックワン（利碧君）
- 詠春・総顧問：イップ・チュン（葉準）

ディスク
- 字幕翻訳：堤洋子
- 吹替翻訳：久布白仁司
- 発売元：日活
- 販売元：ハピネット
- 提供：染野企業電影工作室

## 解説
葉問は戦時中、日本軍に邸宅を奪われ、次女を栄養失調で失っている。日中戦争及び再度共産党軍に財産を没収された国共内戦後に香港に亡命した人物で、劇中では日本軍との対決姿勢が物語の主幹を占めている。「一人の武道家が日本人空手家と一騎討ちを演じる」というクライマックスまでの作劇が、葉問の門下生であるブルース・リーの主演した『ドラゴン怒りの鉄拳』（香港、1972年）と非常に似通っている。
日本で発売された『イップ・マン 序章』『イップ・マン 葉問』のブルーレイ ツインパックに収録された特典映像インタビューによると、主演のドニー・イェンはこの役を演じるため、少しでも本人の姿に似せようと10キロの減量を敢行。一から詠春拳の稽古を重ね『エンプレス/運命の戦い』や『画皮 あやかしの恋』の撮影で宿泊していたホテルの部屋に木人樁（もくじんしょう）を持ちこんでクランクインまでの9か月間その習得に励んだ。短期間で木人百八式をはじめ詠春拳の基本を体得したことについて、監督ウィルソン・イップは「ご子息の葉準さん（葉問の長男、現・世界詠春総会主席）にも絶賛してもらえた。それは彼に功夫の基礎があるからこそ」と語っている。それとともにアクション監督をドニー・イェンでなくサモ・ハン・キンポーに依頼したことについて、ドニーに役作りに専任させるためだったとし、過去何度も詠春拳を描いた作品を演出してきたサモ・ハンは当然の選択であり「彼は各登場人物の動きに性格を反映させ、役作りまでしてくれたんだ」と感謝を述べている。
作中のアクションについてドニー・イェンは、時間とともに著しく変化した詠春拳だからこそ本作では葉問が指導した時代の詠春拳の再現にこだわったと話し、一番苦労したシーンとして「空手道場」を挙げた。「これが『ドラゴン怒りの鉄拳』なら怒りを爆発させ幕が閉じるけれど、同じようなシチュエーションだけに葉問が陳真（チェン・ジェン、『ドラゴン怒りの鉄拳』の主人公）に見えてしまっては台無しになる。彼は怒りを胸に抱いているがなにより生きて家族の元へ帰らなければならない、そんな心の葛藤も同時に表現しなければならなかった」。そのために細かい動きに気を配り、ワンカットごとに今の表情でよかったかどうか話し合いながら進めていったという。「自分は功夫映画にはこだわりがある。ただのアクションではなく武術の文化と功夫の精神を観客に伝えたかったんだ」。
そしてインタビューの最後にはメッセージとしてこう締めくくっている。「真の功夫映画は我々中国人にしか作れないもの、貴重な文化遺産ともいえます。それを自分は一人の俳優として後世に受け継ぎたい。我々は様々な問題が起こる社会において多くの困難を乗り越えねばなりません。これは困難を乗り越える強い人間を描いた価値ある作品だと思っています」。

## エピソード
- 三浦役の池内博之は本格的なアクションは初挑戦であり、撮影の1カ月前からサモ・ハン・キンポーの元で特訓を行っている[4]。なお空手の達人役で出演しているが、本人の特技は柔道である。また今作の三浦像には、ただの悪役でなく武道を通じたキャラクターが出るよう、監督との話し合いの中で提案したことが反映された[5]。
- アクション撮影で池内は全身に傷と痣が絶えず、後から軽い脳震盪も起こしていたと診断で分かった。単身撮影に参加していたが、もしマネージャーがいたら撮影を中断させただろうと、記者会見で笑って話している[6]。
- この作品の削除シーンには、ラム・カートン演じた日本語通訳リー・チウがイップ・マンと三浦との試合後なだれ込んだ中国人観客によってリンチされる場面がある。これは中国大陸でのTVドラマや映画のすべてを管理する国家新聞出版広播電影電視（ラジオ・映画・テレビ）総局の事前の検閲によって削除するよう指示された[7]。
- ファッションショーに出演するモデルで今作が女優デビューとなった妻役のリン・ホン。プレミアの際、彼女の方が背が高いことを気にするかと記者からドニー・イェンに対し質問があった。彼は「僕の妻も僕より背が高いしね！実際のところ葉問の奥様も彼より背が高かった、監督は意図を持って背の高い女優を捜したんだ。男性は自信を持つべきだし、さらに肝心なのは品格の高さと懐の深さ。その点で彼女はよくわかってると思うよ」と当時リン・ホンが彼女より背の低いアーロン・クオックと交際していたことをほのめかし、会場の笑いを誘った[8]。
- 第4回北京国際映画祭に出席したアメリカの映画監督オリバー・ストーンは取材に対し「中国映画の代表はもうカンフー映画であるべきでない」と言いながらも、実は最も好きな映画としてこの『イップ・マン 序章』を挙げている[9]。
- 俳優ロバート・ダウニー・Jrは自身が詠春拳を学んでいる事から、エージェントを通じてロスにいたドニー・イェンを食事に誘っている。時間が合わずその申し出は実現しなかったが、帰国後本人と直接電話でやりとりした際に、彼は映画『イップ・マン』がすごく好きだと話したという[10]。
- 「フェンシング・オリンピックチャンピオン・ツアー」で訪中したロンドン五輪、リオデジャネイロ五輪フェンシング金メダリストのアーロン・シラーギ（ハンガリー）は高速鉄道で観た本作をいたく気に入った。佛山にある記念館・葉問堂を訪れた時に葉問とドニー・イェンに関して多くの質問をした彼は、そこでカム・サンチャウとのアクションシーンを再現してみせ居合わせた観光客を大いに沸かせたと報道されている[11][12]。

## 主な受賞
第28回香港電影金像奨（2009年）
- 最優秀作品賞（受賞）
- 最優秀監督賞：ウィルソン・イップ
- 最優秀主演俳優賞：ドニー・イェン
- 最優秀助演俳優賞：ラム・カートン、ルイス・ファン
- 最優秀撮影賞：柯星沛
- 最優秀編集賞：張嘉輝
- 最優秀美術賞：麥国強
- 最優秀アクション設計賞（受賞）：サモ・ハン・キンポー、 トニー・リャン
- 最優秀音響効果賞：曾景祥
- 最優秀視覚効果賞：黄智亨
- 最優秀作曲賞：川井憲次

第46回金馬奨（2009年）
- 最優秀アクション設計賞（受賞）：サモ・ハン・キンポー、 トニー・リャン

第16回北京大学生映画祭（2009年）
- 最優秀俳優賞（受賞）：ドニー・イェン
- 最優秀監督賞（受賞）：ウィルソン・イップ

第2回鉄象奨（2009年）
- 最優秀映画賞（受賞）
- 最優秀アクション映画賞（受賞）
- 最優秀俳優賞（受賞）：ドニー・イェン

第4回香港電影導演會年度大獎（2009年）
- 年度推介電影 （受賞）
- 年度傑出導演 （受賞）：ウィルソン・イップ